# Graßmann-Mannigfaltigkeit
Graßmann-Mannigfaltigkeiten (gelegentlich fälschlich auch Grassmann-Mannigfaltigkeiten geschrieben) sind in der Mathematik ein grundlegender Begriff sowohl der Differentialgeometrie als auch der algebraischen Geometrie. Sie parametrisieren die Unterräume eines Vektorraumes und stellen damit eine Verallgemeinerung des projektiven Raumes dar. Benannt sind sie nach Hermann Graßmann.

## Definition
Sei {\displaystyle V} ein Vektorraum über einem Körper {\displaystyle \mathbb {K} }. Dann bezeichnet
{\displaystyle Gr(r,V)}
die Menge der {\displaystyle r}-dimensionalen Untervektorräume von {\displaystyle V}. Falls {\displaystyle V} {\displaystyle n}-dimensional ist, bezeichnet man {\displaystyle Gr(r,V)} auch mit
{\displaystyle Gr(r,n)}.

### Wirkung der orthogonalen/unitären und linearen Gruppe
Im Fall {\displaystyle \mathbb {K} =\mathbb {R} } wirkt die orthogonale Gruppe
{\displaystyle O(n)}
auf {\displaystyle Gr(r,n)} durch
{\displaystyle (A,W)\rightarrow A(W)}.
Die Wirkung ist transitiv, die Stabilisatoren sind konjugiert zu
{\displaystyle O(r)\times O(n-r)}.
Man erhält also eine Bijektion zwischen {\displaystyle Gr(r,n)} und dem homogenen Raum
{\displaystyle O(n)/(O(r)\times O(n-r))}.
Im Fall {\displaystyle \mathbb {K} =\mathbb {C} } wirkt die unitäre Gruppe {\displaystyle U(n)} transitiv und liefert eine Bijektion der Graßmann-Mannigfaltigkeit mit
{\displaystyle U(n)/(U(r)\times U(n-r))}.

### Topologie
Als reelle Graßmann-Mannigfaltigkeit (der {\displaystyle r}-dimensionalen Unterräume im {\displaystyle \mathbb {R} ^{n}}) bezeichnet man {\displaystyle Gr(r,n)} mit der durch die Identifikation mit
{\displaystyle O(n)/(O(r)\times O(n-r))}
gegebenen Topologie.
Als komplexe Graßmann-Mannigfaltigkeit {\displaystyle Gr(r,n)} bezeichnet man entsprechend
{\displaystyle U(n)/(U(r)\times U(n-r))}.
Die kanonische Inklusion {\displaystyle \mathbb {K} ^{n}\subset \mathbb {K} ^{n+1}} induziert eine Inklusion {\displaystyle Gr(r,n)\subset Gr(r,n+1)}. Man definiert
{\displaystyle Gr(r,\infty ):=\lim _{n}Gr(r,n)}
als induktiven Limes der {\displaystyle Gr(r,n)} mit der Limes-Topologie.

### Algebraische Varietät
Grassmann-Mannigfaltigkeiten sind projektive Varietäten mittels Plücker-Einbettung.

## Tautologisches Bündel
Sei {\displaystyle \mathbb {K} ^{\infty }:=\lim _{n}\mathbb {K} ^{n}} der projektive Limes bezüglich der kanonischen Inklusionen und definiere
{\displaystyle \gamma ^{r}:=\left\{(W,x)\in Gr(r,\infty )\times \mathbb {K} ^{\infty }:x\in W\right\}\subset Gr(r,\infty )\times \mathbb {K} ^{\infty }}.
Dann ist die Projektion auf den ersten Faktor ein Vektorbündel
{\displaystyle \gamma ^{r}\rightarrow Gr(r,\infty )},
welches als tautologisches oder universelles r-dimensionales Vektorbündel bezeichnet wird.

## Klassifizierende Abbildung
Zu jedem r-dimensionalen Vektorbündel {\displaystyle E\rightarrow B} gibt es eine stetige Abbildung
{\displaystyle f\colon B\rightarrow Gr(r,\infty )},
so dass {\displaystyle E} das Pullback des tautologischen Bündels {\displaystyle \gamma ^{r}} unter {\displaystyle f} ist.
Im Fall des Tangentialbündels {\displaystyle TM} einer differenzierbaren Mannigfaltigkeit {\displaystyle M} hat man die folgende explizite Beschreibung der klassifizierenden Abbildung: Nach dem Einbettungssatz von Whitney kann man annehmen, dass {\displaystyle M} eine Untermannigfaltigkeit eines {\displaystyle \mathbb {R} ^{m}} ist. Die Tangentialebene {\displaystyle T_{x}M} in einem Punkt {\displaystyle x\in M} ist dann von der Form
{\displaystyle T_{x}M=x+W_{x}}
für einen Untervektorraum {\displaystyle W_{x}\subset \mathbb {R} ^{m}}. Die Zuordnung
{\displaystyle x\rightarrow W_{x}}
definiert eine stetige Abbildung
{\displaystyle f\colon M\rightarrow Gr(r,m)\subset Gr(r,\infty )}
und man kann zeigen, dass
{\displaystyle f^{*}\gamma ^{r}=TM}
ist.

## Klassifizierender Raum für Prinzipalbündel
Die Graßmann-Mannigfaltigkeit {\displaystyle Gr(r,\infty )} ist der klassifizierende Raum für Prinzipalbündel mit Strukturgruppen {\displaystyle O(r)}. Und damit auch für Prinzipalbündel mit Strukturgruppe {\displaystyle \operatorname {GL} (r)}, denn weil die Inklusion {\displaystyle O(r)\rightarrow \operatorname {GL} (r)} eine Homotopieäquivalenz ist, lässt sich jedes {\displaystyle \operatorname {GL} (r)}-Bündel auf die Strukturgruppe {\displaystyle O(r)} reduzieren. Es gilt also:
{\displaystyle Gr(r,\infty )\simeq \operatorname {BGL} (r,\mathbb {K} )\simeq \operatorname {BO} (r,\mathbb {K} )}.
Die kanonische Projektion von der Stiefel-Mannigfaltigkeit {\displaystyle V(r,\infty )} nach {\displaystyle G(r,\infty )}, welche Repere jeweils auf den von ihnen erzeugten Unterraum abbildet, ist das universelle {\displaystyle O(r)}-Bündel. (Das tautologische Bündel {\displaystyle \gamma ^{r}} ergibt sich aus dem universellen {\displaystyle O(r)}-Bündel als assoziiertes Vektorbündel durch die kanonische Wirkung von {\displaystyle O(r)} auf dem Vektorraum {\displaystyle \mathbb {R} ^{r}}.)
Der Kolimes der Folge von Inklusionen
{\displaystyle Gr(1,2)\subset Gr(2,4)\subset \ldots \subset Gr(n,2n)\subset \ldots }
wird als {\displaystyle \operatorname {BGL} (\mathbb {K} )} oder {\displaystyle \operatorname {BO} (\mathbb {K} )} bezeichnet. Gebräuchlich sind auch die Bezeichnungen
{\displaystyle \mathrm {BO} :=\operatorname {BO} (\mathbb {R} ),\;\mathrm {BU} :=\operatorname {BO} (\mathbb {C} )}.
Mittels Bott-Periodizität kann man die Homotopiegruppen dieses Raumes berechnen.

## Schubert-Kalkül
Das Cup-Produkt im Kohomologiering der Graßmann-Mannigfaltigkeiten kann mittels Schubert-Kalkül bestimmt werden.